# Champenois
Pour les habitants de la Champagne, voir Champenois (habitants). Pour la ferme autrefois hôpital de Champenois, voir Amanvillers.
Le champenois (Champaignat en langue champenoise) est une langue d'oïl principalement parlée en Champagne,.  
Elle l'est aussi dans le nord de l'Yonne, dans la moitié orientale de la Seine-et-Marne, mais aussi en Belgique, dans plusieurs villages de la Basse-Semois,. 
Reconnue en France comme « langue de France »,, c'est une des langues présentées dans le rapport du professeur Bernard Cerquiglini, en vue d'une reconnaissance éventuelle des langues régionales par la France. Le champenois est qualifié de langue sérieusement en danger.
En Belgique, le champenois bénéficie du décret protégeant les langues régionales endogènes en Communauté française,,.

## Classification
Pour Prosper Tarbé, un des principaux spécialistes de la langue champenoise, il y a cinq grand dialectes : l'ardennais au nord (Ardennes), le rémois au centre-nord (Marne), le troyen au centre-sud (Aube), le langrois au sud-est (Haute-Marne), et le dialecte de l'Yonne au sud-ouest (région de Sens).
L'Observatoire linguistique Linguasphere distingue différentes variantes du champenois :
- Langrois (sud de la Haute-Marne, nord de la Côte-d'Or)
- Sennonais (Nord de l'Yonne avec la ville de Sens)
- Troyen (Aube avec Troyes)
  - Vallage (troyen de l'Est : Nord de la Haute-Marne, Est de l'Aube, Vallage)
- Briard (Est de la Seine-et-Marne, Sud de l'Aisne)
- Rémois (Nord-ouest de la Marne avec Reims).
  - Côte champenoise (rémois de l'ouest de la Marne)
  - Région du Lac du Der et Perthois (rémois du sud-est de la Marne)
  - Argonnais (Argonne et Est de la Marne ; transition avec l'ardennais)
- Ardennais (majorité des Ardennes avec Charleville-Mézières[14])
  - Porcien (ardennais autour de Château-Porcien).
  - Sugny (ardennais de Belgique autour de Hautes-Rivières et Sugny).

## Histoire

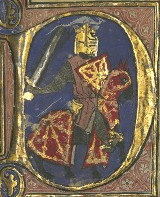
Thibaut de Champagne, dit Le Chansonnier est un des plus grands trouvères de langue d'oïl et compositeurs en champenois.

Le champenois a une longue tradition littéraire depuis sa naissance au Moyen Âge.
Plusieurs trouvères, des poètes médiévaux de langue d'oïl, ont utilisé le champenois pour leur texte, comme Eustache Le Peintre, Chardon de Reims et Thibaud le Chansonnier, comte de Champagne et roi de Navarre,.

## Éléments de grammaire
Les parlers champenois présentent des particularités originales, bien qu’à des degrés divers et avec de nombreuses variations.

### L’article défini
De nombreux parlers champenois ont conservé l’article masculin singulier le avec un timbre plus postérieur et fermé, comme cela était le cas dans les textes champenois médiévaux. 
Concrètement, on trouve à travers toute la Champagne des formes lo ou lou au lieu de le en français pour l’article défini masculin (« lo pus grand village », « lou vieux langaige champaignat »). Il en va de même pour le pronom, comme est mentionné ci-dessous.
La forme el, parfois écrite eul, est également très répandue.

### Le pronomlououlo
Comme expliqué ci-dessus, le en tant que pronom se rencontre également sous les formes lo et lou dans toute la Champagne : je lo vois, lou faites taire ! (« faites-le taire ! », voir le point suivant sur la place du complément à l'impératif).

### L’impératif en champenois
On rencontre deux types de formation de l’impératif avec complément à travers la Champagne. On peut aussi bien dire montrez-lou-moi que lou me montrez, taisez-vous ! que vous taisez !.

### Négations en champenois
Le champenois a conservé quelques formes de négations anciennes (rencontrées dans les textes médiévaux) mais on y trouve aussi des originalités :
- ne ... mie : « je ne sais mie », forme très courante dans de nombreuses régions de langue d’oïl ;
- ne ...-me : « je ne suis-me » pour « je ne suis pas », -me est une forme atone de mie et s’emploie comme négation après les formes verbales terminées par une syllabe ouverte (sans consonne prononcée à la fin).
- ne ... mais : « je n’ai mais fait çou » pour « je n’ai jamais fait ça », mais est une ancienne forme alternative de jamais.

## Éléments de vocabulaire
- mout ou moult : « très », « beaucoup ». Cet adverbe, tombé en désuétude en français standard et dans la plupart des régions de langue d’oïl, est cependant resté très vivace en Champagne. Prosper Tarbé note que les patoisants utilisent systématiquement « moult » (prononcé mou et non moulte comme la mode fautive le répand) pour traduire « très » et, dans certains cas, « beaucoup » : il pleut moult, j’étois moult aise, il n’y a-me moult longtemps que je vous sers, du pain moult dur etc.
- tout-là : « maintenant », commun dans toute la Champagne.

Beaucoup de termes champenois sont passés dans le français « standard » local, et même dans la littérature. Des mots ardennais sont ainsi passés dans les textes d'Arthur Rimbaud.